# 纤锌矿
纤锌矿（英語：Wurtzite），又稱纖維鋅礦，是一种锌和铁硫化物矿物，化学式为(Zn,Fe)S，是一种较少见的闪锌矿结构的多形体结构形式。铁含量变化高达8%。它与闪锌矿互为同質異形体。
它出现在与闪锌矿、黄铁矿、黄铜矿、重晶石和白铁矿相关的热液矿床中，也出现在低温下的粘土-铁石结核中。
它于1861年在玻利维亚奥鲁罗省塞尔卡多县奥鲁罗市的圣何塞矿区首次描述了这种矿物的出现，并以法国化学家夏尔-阿道夫·武尔茨的名字命名。其分布广泛，在欧洲，捷克普日布拉姆、德国黑森、英格兰康沃尔郡利斯卡德；在美国，康涅狄格州利奇菲尔德县，蒙大拿州银弓县比尤特，犹他州比弗县弗里斯科，密苏里州贾斯珀县乔普林区均有发现。

## 结构

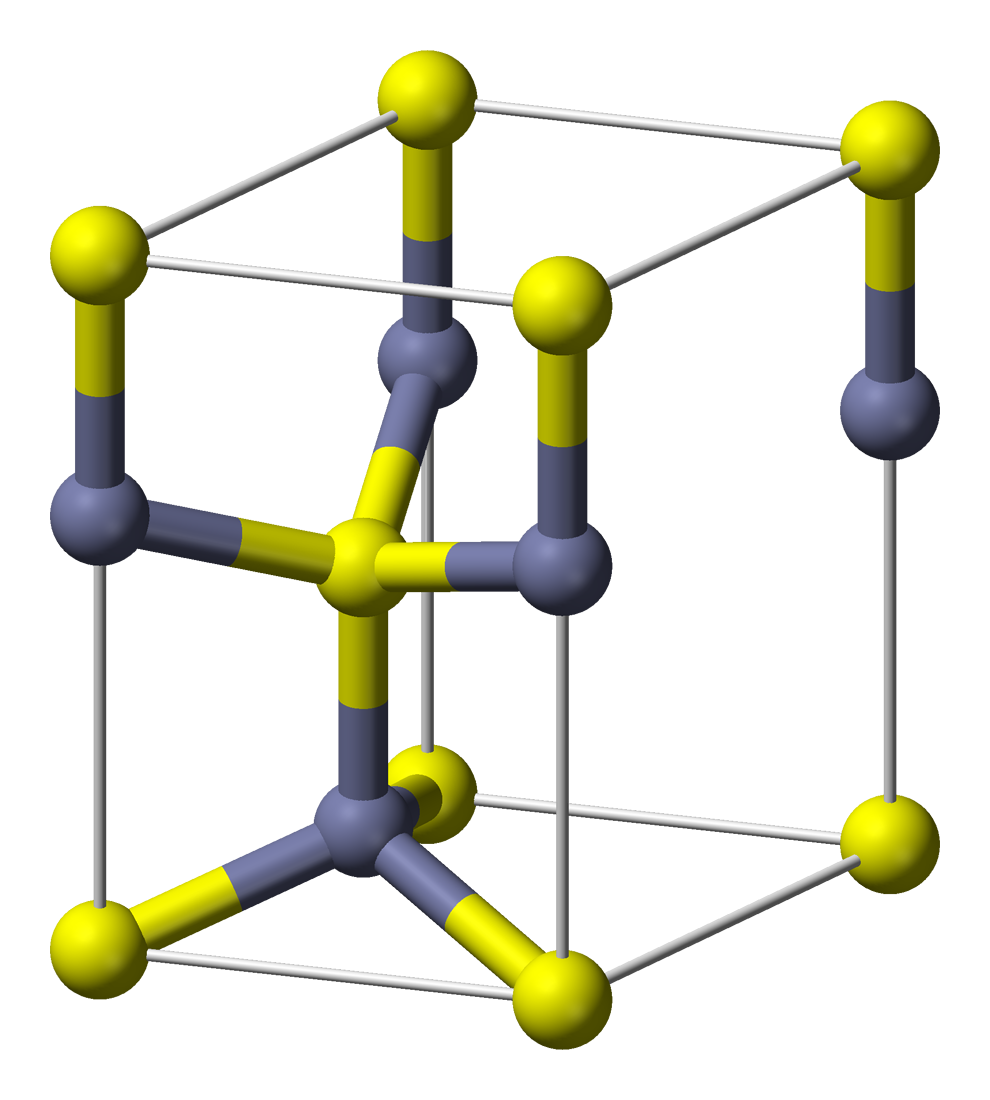
纤锌矿晶胞。灰色球代表金属原子，黄色球代表硫或硒原子。

除纤锌矿外，纤锌矿族还包括cadmoselite（CdSe）、硫镉矿（CdS）、mátraite（ZnS）和rambergite（MnS）。
它的晶体结构被称为纤锌矿结构，因此得名。这种结构是六方晶系的一员，且其中锌和硫原子以四面体配位方式，形成ABABAB型结构。这种结构与六方碳或者六角的钻石的结构有很大程度的关联。
纤锌矿的晶胞常数为（-2H多型）：
- a = b = 3.81Å = 381 pm
- c = 6.23 Å = 623 pm
- V = 78.41 Å3
- Z = 2

许多其他化合物可以同样有纤锌矿的结构，包括AgI、ZnO、CdS、CdSe、α-SiC、GaN、AlN，以及其它半导体。在大多数这种化合物中，纤维锌矿结构并不是大块晶体所喜欢采取的存在形式，但是这种结构可以在某些非晶体形式的材料中受到眷顾。